# Françoise Blum-Helbling
Françoise Blum-Helbling (ur. w 1954) – szwajcarska szpadzistka, brązowa medalistka mistrzostw świata.
Podczas mistrzostw świata w Denver w 1989 roku Szwajcarki w składzie: Susanne Rompza, Isabelle Pentucci, Anja Straub, Gianna Bürki i Françoise Blum-Helbling zdobyły brązowy medal w turnieju drużynowym. Była też między innymi szósta w zawodach drużynowych na mistrzostwach świata w Budapeszcie w 1991 roku.
Nigdy nie wzięła udziału w igrzyskach olimpijskich.